# Future Games
Future Games é o quinto álbum de estúdio da banda anglo-americana de rock Fleetwood Mac, lançado em setembro de 1971. É o primeiro álbum com a vocalista e tecladista Christine McVie sendo membro oficial. Também o primeiro de cinco discos da fase de transição da banda do blues rock para o pop rock, marcada pela estreia e participação do músico Bob Welch até 1974.

## Faixas
1. "Woman of 1000 Years" (Kirwan) - 8:20
2. "Morning Rain" (C McVie) - 6:22
3. "What A Shame" (Welch/Kirwan/McVie/McVie/Fleetwood) - 2:12
4. "Future Games" (Welch) - 8:15
5. "Sands Of Time" (Kirwan) - 7:35
6. "Sometimes" (Kirwan) - 6:25
7. "Lay It All Down" (Welch) - 4:32
8. "Show Me A Smile" (C McVie) - 3:19